# أبو العباس النامي
أحمد بن محمد الدارمي المصيصي النامي (310هـ/922م - 399هـ/1009م) شاعر عربي عاش في العصر العباسي.

## سيرته
ولِدَ أحمد بن محمد في مدينة مفسوسطيا (المصيصة)، الواقعة ضمن الحدود التركية حالياً، وكانت ولادته قرابة 310هـ. عمل أبو العباس قصاباً في شبابه، ولا يُعرَف الكثير عن نشأته وتفاصيل حياته قبل وفوده على سيف الدولة في حلب، حيث نال حظوة هناك، وعُدَّ من أبرز شعراء البلاط الحمداني، مُنافِساً المتنبِّي في مكانته، وعندما غادر المتنبي بلاط سيف الدولة كان هو خليفته في زعامة شعراء حلب. تتلمذ أبو العباس النامي لدى عددٍ من علماء اللغة والأدب، ومنهم الأخفش الأصغر وابن درستويه وأبو عبد الله الكرماني وأبو بكر الصولي وإبراهيم العروضي. وكان أبو العباس عالم لغةٍ، إلى جانب نظمه الشعر، وله مؤلفات في علوم اللغة العربيَّة. تُوفِّي أبو العباس النامي في سنة 399هـ.

## شعره
تأثَّر أبو العباس النامي بالمتنبي في نظمه الشعر، وقصائده مُشَبَّعة بالكنايات والتوريات، وعدَّه الثعالبي من فحول الشعراء.

## مؤلفاته
تُنسَب إليه المؤلفات التالية:
- ديوان شعر.
- «كتاب القوافي».
- «الأمالي».